# Xazgat (sockenhuvudort i Kina, Xinjiang Uygur Zizhiqu, lat 46,34, long 86,23)
Xazgat (kinesiska: 夏孜盖, 夏孜盖乡) är en sockenhuvudort i Kina. Den ligger i den autonoma regionen Xinjiang, i den nordvästra delen av landet, omkring 300 kilometer norr om regionhuvudstaden Ürümqi. Antalet invånare är 3 093. Befolkningen består av 1 464 kvinnor och 1 629 män. Barn under 15 år utgör 14,0 %, vuxna 15-64 år 78 %, och äldre över 65 år 6,0 %.
Runt Xazgat är det mycket glesbefolkat, med 2 invånare per kvadratkilometer. Trakten runt Xazgat är ofruktbar med lite eller ingen växtlighet.
Genomsnittlig årsnederbörd är 174 millimeter. Den regnigaste månaden är juli, med i genomsnitt 35 mm nederbörd, och den torraste är januari, med 7 mm nederbörd.